# Nuccio Ordine
Nuccio Ordine, né le 18 juillet 1958 à Diamante (province de Cosenza, Calabre) et mort le 10 juin 2023 à Cosenza (province de Cosenza, Calabre), est un professeur d'université et critique littéraire italien. Il est surtout connu comme spécialiste de l'œuvre du philosophe Giordano Bruno.

## Biographie
En 1982, Nuccio Ordine obtient son diplôme en lettres modernes à l'université de Calabre. Son mémoire de licence s'intitule Asinus ad litteras. La littérature des ânes au XVIe siècle. L'année suivante, après avoir réussi un concours national, il obtient un doctorat en « Sciences littéraires : Rhétorique et techniques d'interprétation ». Il se spécialise dans les publications sur la Renaissance et Giordano Bruno (dominicain et philosophe martyr de la liberté de pensée, brûlé vif pour hérésie à Rome en 1600).
Il enseigne au fil des ans dans des universités prestigieuses.
Professeur de littérature italienne à l’université de Calabre, fellow du Center for Italian Renaissance Studies de l'université Harvard et de l’Alexander von Humboldt Stiftung, il a été invité comme Visiting Professor dans divers instituts de recherche et universités aux États-Unis (Yale, université de New York) et en Europe (EHESS Paris, École normale supérieure Paris, Paris-IV-Sorbonne, Paris-III Sorbonne-Nouvelle, Centre d'études supérieures de la Renaissance Tours, Institut universitaire de France, Paris-VIII, Institut Warburg Londres, université d’Eichstätt).
Ses livres ont été traduits en plusieurs langues dont le chinois, le japonais et le russe.
Il dirige de nombreuses collections de séries de classiques. En collaboration avec Yves Hersant, il dirige en France trois collections d’œuvres classiques aux Belles Lettres (« Les Œuvres complètes de Giordano Bruno », « Bibliothèque italienne » et  « Le corps éloquent »). Il codirige aussi, avec Alain Segonds, la collection « Theatrum sapientiae » (Les Belles Lettres–Nino Aragno Editore). En Italie, il dirige les collections « Sileni » et « Umbrae idearum » (Liguori), « Classici del pensiero europeo » (Nino Aragno Editore), « Classici della letteratura europea » (Bompiani). En Roumanie, avec Smaranda Bratu Elian, il dirige deux séries aux éditions Humanitas à Bucarest. Au Brésil, avec Luiz Carlos Bombassaro, il travaille sur une série chez l'éditeur Educs de Caxias do Sul. En Bulgarie, il dirige avec Vladimir Gradev une série de l'éditeur Iztok Zapad à Sofia. En Russie, avec Andrei Rossius, il s'occupe d'une série aux Presses universitaires de Saint-Pétersbourg.
Il est membre du conseil d'administration de la série Boston Studies in the Philosophy of Science.
En novembre 2015, il quitte avec Umberto Eco les éditions Bompiani pour fonder à Milan La nave di Teseo, une nouvelle maison d'édition.

## Collaborations
Nuccio Ordine est membre du comité scientifique d'Albertiana et du Journal de la Renaissance.
Il est également secrétaire général du Centre international des études bruniennes et membre du conseil scientifique de l’Institut italien pour les études philosophiques (Istituto italiano per gli studi filosofici).
Il collabore aux pages culturelles du Corriere della Sera.

## Distinctions
- Grand officier de l'ordre du Mérite de la République italienne‎, 2018 (commandeur en 2010).
- Chevalier de la Légion d'honneur, 2012[4].
- Commandeur de l'ordre des Palmes académiques, 2014 (chevalier en 2009).
------------------------------------------------------------------------------------------------
- Doctorat honoris causa de l'Université de València, 2022.
- Doctorat honoris causa de l'Universidad Pontifica Comillias, 2020.
- Doctorat honoris causa de l'université catholique de Louvain[5], 2020.
- Sigillo d'Ateneo de l'université d'Urbino, 2019[6].
- Doctorat honoris causa de l'université de Valparaíso, Chili, 2019[7].
- Doctorat honoris causa de l'université  de Caxias do Sul, Brésil[8].
- Doctorat honoris causa de l'université fédérale de Ciências de Saúde de Porto Alegre, Brésil, 2017.
- Doctorat honoris causa de l'université fédérale du Rio Grande do Sul, 2011.
----------------------------------------------------------------------------------------------------------------------
- Membre du conseil scientifique de l'Encyclopédie Treccani, 2020.
- Membre d’honneur de l'Institut de philosophie de l’Académie russe des sciences, 2010.

## Travaux

### La soglia dell'ombra(2003)
- Edizione Marsilio ; troisième édition : 2009 ; traduction française : Le Seuil de l'ombre (Les Belles Lettres, 2003), traductions également disponibles en espagnol, portugais, roumain, russe, chinois et allemand.

Cet ouvrage a pour principaux thèmes la littérature, la philosophie et la peinture chez Giordano Bruno :

#### L'ombre en peinture et en philosophie
Le thème de l'ombre, déjà présent chez Platon dans La Caverne, comme le mythe de la connaissance, est présent également chez Giordano Bruno chez qui la littérature et la peinture sont liées. Ses œuvres font intervenir des peintres-philosophes, dont l'un fait des remarques sur des images. Afin de parvenir à la connaissance, ils doivent aller au-delà de l'ombre et des apparences.

#### Analyse des rapports homme/univers, matière, éthique, société et connaissance
Pour Ordine qui a étudié l'œuvre de Bruno, celle-ci évolue dans une même unité, les thèmes liminaux étant repris dans la "nouvelle philosophie" de Bruno. Dans sa pensée, la lutte de l'homme pour connaître l'univers et acquérir le savoir est liée à la lutte contre une "vision close de la langue et de la poésie".

#### Un nouveau sens des images et des mythes
Bruno a repris les images et les mythes de son époque en leur donnant un sens nouveau et a montré que l'existence et la connaissance sont liées, de même que la parole et la pensée et la biographie et la philosophie.

### La cabala dell'asino(1987)
- Edizione Liguori ;  deuxième édition : 1996 ; traduction française : Le Mystère de l'âne (Les Belles Lettres, 1993 et 2005), traductions également disponibles en anglais, allemand, chinois, roumain, japonais et portugais.

Il s'agit d'un essai sur Giordano Bruno :

#### Symbole de l'âne en littérature
Très présent dans la littérature de la Renaissance, le symbole de l'âne chez Bruno renvoie à une vision duale : l'âne évoque à la fois l'oisiveté et l'arrogance en même temps que son contraire, c'est-à-dire le travail et l'humilité. Selon Bruno, derrière une apparence négative sa cache une réalité différente. Ordine s'appuie pour son analyse sur les grands thèmes développés par Brun, à savoir la science et la connaissance, les mythes face à la religion, et la langue et la littérature.

### Giordano Bruno, Ronsard e la Religione(2007)
- Edizione Cortina ; deuxième édition : 2009 ; traduction française : Giordano Bruno, Ronsard et la Religion (Albin Michel, 2004).

Principaux thèmes :

#### Débat sur la religion comme lien social
Dans le contexte historique de la Cour des Valois vers 1580, Bruno reprend certains thèmes de Ronsard qui s'en était pris aux "Papaux" et "Huguenots" et débat avec le diplomate Michel de Castelnau sur la religion comme lien social. Ordine analyse ce dialogue dans lequel les mythes des Anciens sont présents. Le culte religieux garantit la paix et l'ordre. Ordine fait une analyse comparative et explicative des textes de Ronsard et de Bruno, qui apporte des éclairages à la fois sur la pensée du philosophe et du poète.

### Teoria della novella e teoria del riso nel '500(1996)
- Edizione Liguori ; deuxième édition : 2009 ; traduction française : Traités sur la nouvelle à la Renaissance (Vrin/Nino Aragno, 2002).

Principaux thèmes :

#### Genèse et développement de la nouvelle en Europe
Ordine a traduit trois textes de Francesco Bonciani (écrit en 1574), de Girolamo Bargagli (écrit en 1572) et de Francesco Sansovino (écrit en 1571) sur lesquels il s'appuie pour analyser la genèse et le développement du genre de la nouvelle en Europe. Dans son analyse, Ordine évoque notamment les liens entre la nouvelle et le rire. Le récit comique acquiert une fonction thérapeutique reconnue par les auteurs de traités théoriques".

### Les rendez-vous de l'ambassade de France à Venise à la Renaissance
Principaux thèmes : 
Ordine évoque le rôle de l'ambassade de France à Venise sous François Ier, qui ne se contente pas seulement d'espionner, mais qui réunit également les écrivains et les artistes de l'époque et constitue un atelier de philologie. Le thème de l'âne et du rire à la fois en philosophie, en médecine, en littérature et en poétique sont également présents.

### Trois couronnes pour un roi. La devise d’Henri III et ses mystères
- Les Belles Lettres (2011).

#### Enquête sur le sens secret de la devise de Henri III
À l'appui de nombreux documents qu'il analyse en rapport notamment avec les mythes et les textes de Jean Dorat, Pierre de Ronsard, Giordano Bruno, Stefano Guazzo, Philip Sidney, Samuel Daniel et John Gordon, Ordine recherche le sens secret de la devise du roi Henri III, enquêtant également sur les rapports entre la cour du roi de France et de la reine Élisabeth. Sont présents dans son ouvrage les débats européens sur la religion et le pouvoir monarchique, la cosmologie et la connaissance.

### L’Utilité de l'inutile
- Les Belles Lettres (2012).

#### Manifeste en faveur de la créativité opposée au culte de l’utilité des démocraties marchandes
Il n’est pas vrai – pas même en temps de crise – que seul ce qui est source de profit soit utile. Il existe dans les démocraties marchandes des savoirs réputés « inutiles » qui se révèlent en réalité d’une extraordinaire utilité. Dans cet ardent pamphlet, Nuccio Ordine attire notre attention sur l’utilité de l’inutile et sur l’inutilité de l’utile. À travers les réflexions de grands philosophes (Platon, Aristote, Tchouang-tseu, Pic de la Mirandole, Montaigne, Bruno, Kant, Tocqueville, Newman[Lequel ?], Heidegger) et de grands écrivains (Ovide, Dante, Pétrarque, Boccace, L’Arioste, Cervantès, Lessing, Dickens, Okatura Kakuzô, García Márquez, Ionesco, Calvino), Nuccio Ordine interroge sur « ces savoirs dont la valeur essentielle est complètement détachée de toute finalité utilitaire. » L’idée lui était venue en lisant un article du Corriere della Sera sur la pertinence aujourd’hui de l’enseignement du grec et du latin… Il montre comment l’obsession de posséder et le culte de l’utilité finissent par dessécher l’esprit, en mettant en péril les écoles et les universités, l’art et la créativité, ainsi que certaines valeurs fondamentales telle que la dignitas hominis, l’amour et la vérité. Dans son remarquable essai traduit pour la première fois en français, Abraham Flexner souligne que les sciences, elles aussi, nous enseignent l’utilité de l’inutile. Ainsi, s’il élimine la gratuité et l’inutile, s’il supprime les luxes jugés superflus, l’homo sapiens aura bien du mal à rendre l’humanité plus humaine.
Ce manifeste a été salué dès sa parution par le quotidien Le Monde,.

## Citations
Pierre Hadot du Collège de France à Paris : « Nuccio Ordine est bien connu du public pour ses excellentes études sur Giordano Bruno. Il est l'un des grands spécialistes contemporains de l'ensemble du milieu social, artistique, littéraire et spirituel de la Renaissance et l'époque moderne... il nous offre un remarquable modèle de méthode dans le domaine de l'exégèse philosophique, car il réussit à reconstituer, d'une manière très précise, l'itinéraire intellectuel et spirituel de Giordano Bruno...».
Paul Oskar Kristeller : « L'ouvrage riche et compliqué introduira le lecteur attentif à un grand nombre de sources primaires et secondaires sur la pensée occidentale de l'Antiquité au début des temps modernes qui lui auraient autrement échappé. »
George Steiner : « Le lecteur trouvera en Nuccio Ordine un guide merveilleusement fidèle et révélateur du monde ardent et magique de Giordano Bruno. »
Umberto Galimberti dans La Repubblica : « Une introduction magistrale et captivante à Bruno. »

## Ouvrages

### Ouvrages en italien
- La cabala dell'asino : Asinità e conoscenza in Giordano Bruno, Liguori, 1987, 228 p. (ISBN 978-8820714758)
- La soglia dell'ombra : Letteratura, filosofia e pittura in Giordano Bruno, Marsilio, 2003, 268 p. (ISBN 978-8831781497)
- Contro il Vangelo armato : Giordano Bruno, Ronsard e la religione, Cortina Raffaello, 2007, 379 p. (ISBN 978-8860300867)
- Teoria della novella e teoria del riso nel Cinquecento, Liguori, 2009 (ISBN 978-8820726096)
- L'utilità dell'inutile, Bompiani, 2013, 213 p. (ISBN 978-8845274480)

### Ouvrages en français
- Le Seuil de l'ombre : Littérature, philosophie et peinture chez Giordano Bruno [« La soglia dell'ombra:Letteratura, filosofia e pittura in Giordano Bruno »], Les Belles Lettres, 2003, 400 p. (ISBN 978-2251420226)
- Giordano Bruno, Ronsard et la Religion [« Contro il Vangelo armato:Giordano Bruno, Ronsard e la religione »], Albin Michel, coll. « Bibliothèque de l'Évolution de l'humanité », 2004, 250 p. (ISBN 978-2226142412)
- Le Mystère de l'âne : Essai sur Giordano Bruno [« La cabala dell'asino:Asinità e conoscenza in Giordano Bruno »], Les Belles Lettres, coll. « L'âne d'or », 2005, 270 p. (ISBN 978-2251420295)
- Le Rendez-vous des savoirs : Littérature, philosophie et diplomatie à la Renaissance, Les Belles Lettres, coll. « L'âne d'or », 2009, 219 p. (ISBN 978-2251420394)
- Trois Couronnes pour un roi : La devise d'Henri III et ses mystères, Les Belles Lettres, 2011, 430 p. (ISBN 978-2251347004)
- Les Portraits de Gabriel Garcia Marquez : La répétition et la différence, Les Belles Lettres, 2012, 71 p. (ISBN 978-2251444505)
- L’Utilité de l'inutile [« L'utilità dell'inutile »], Les Belles Lettres, 2013, 158 p. (ISBN 978-2251444581)
- Les Hommes ne sont pas des îles  (trad. Luc Hersant), Les Belles Lettres, 2018, 340 p. (ISBN 9782251448664, lire en ligne)